# Štrbské Pleso

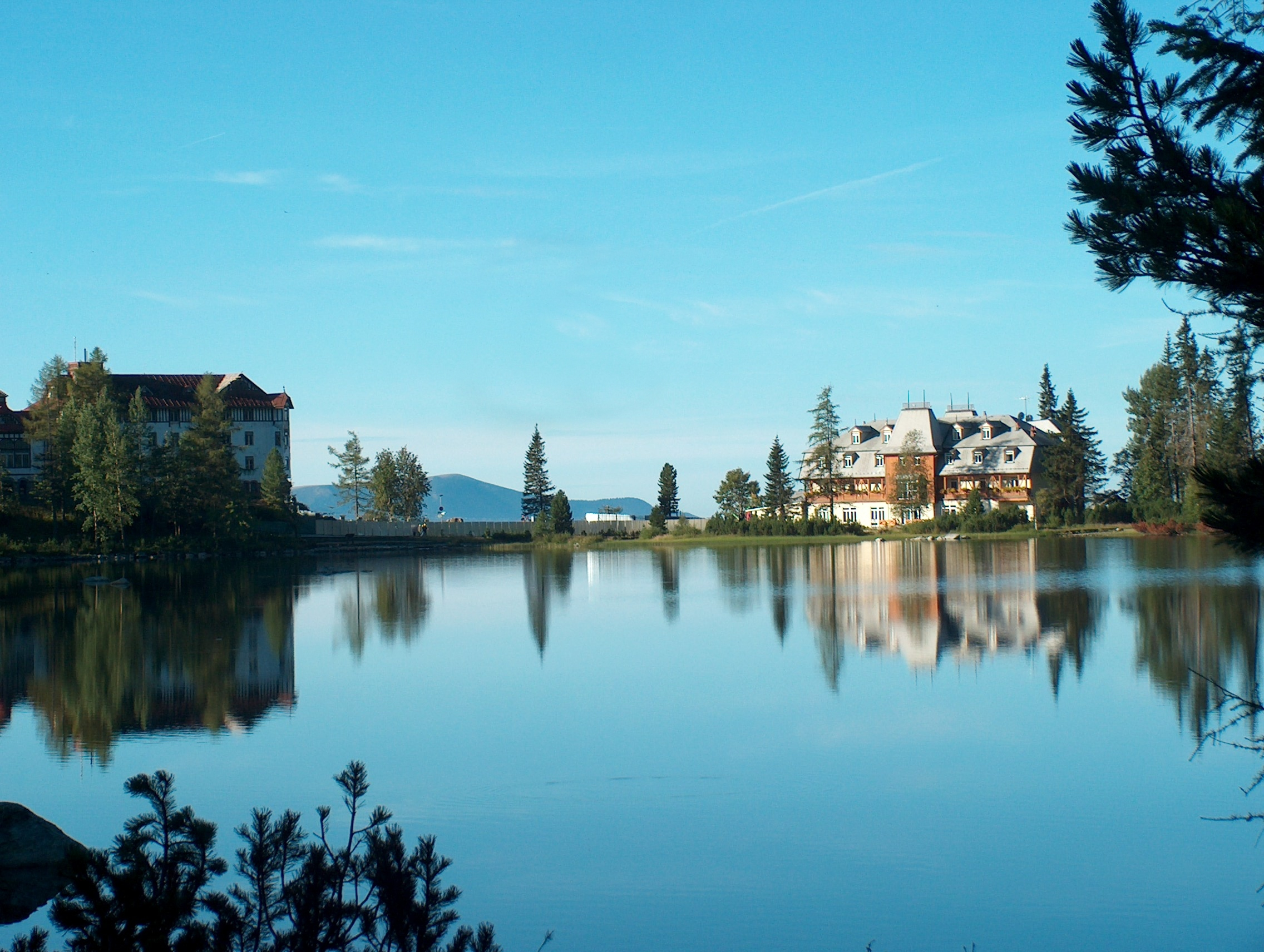
Štrbské pleso (Tschirmer See) im gleichnamigen Ort

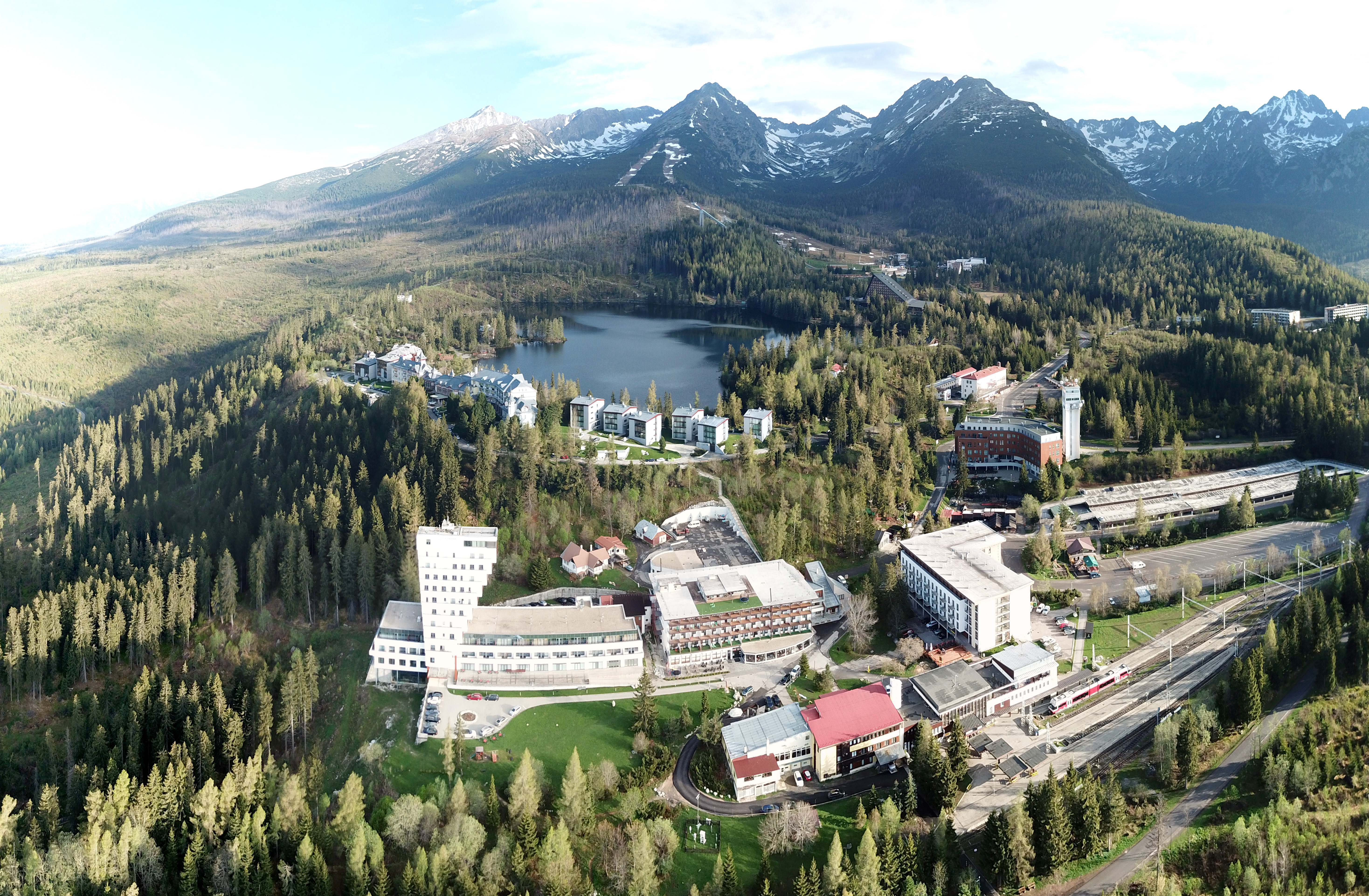
Luftbild von Štrbské Pleso

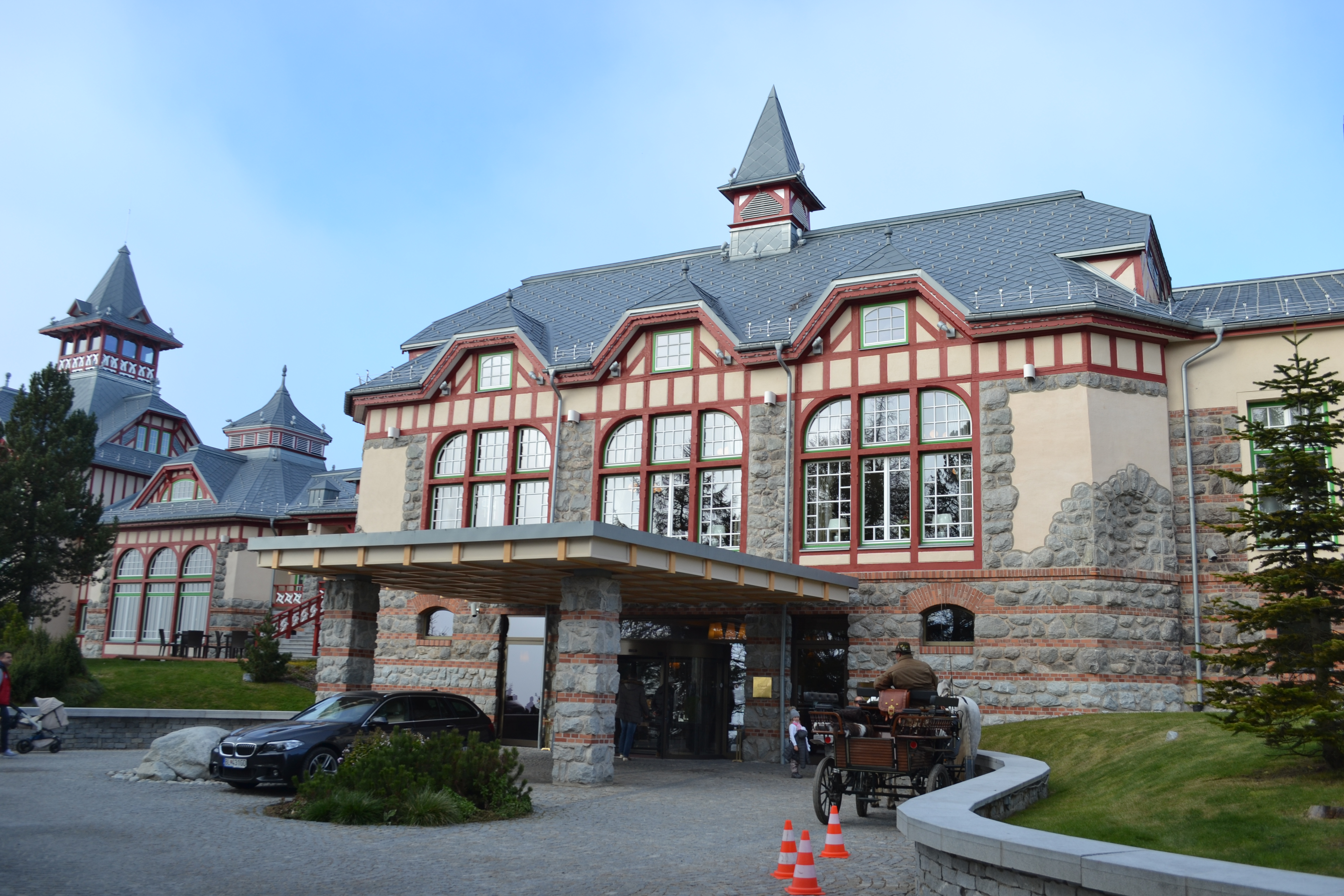
Ehemaliges Badehaus Kriváň, heute Teil des Grand Hotels Kempinski

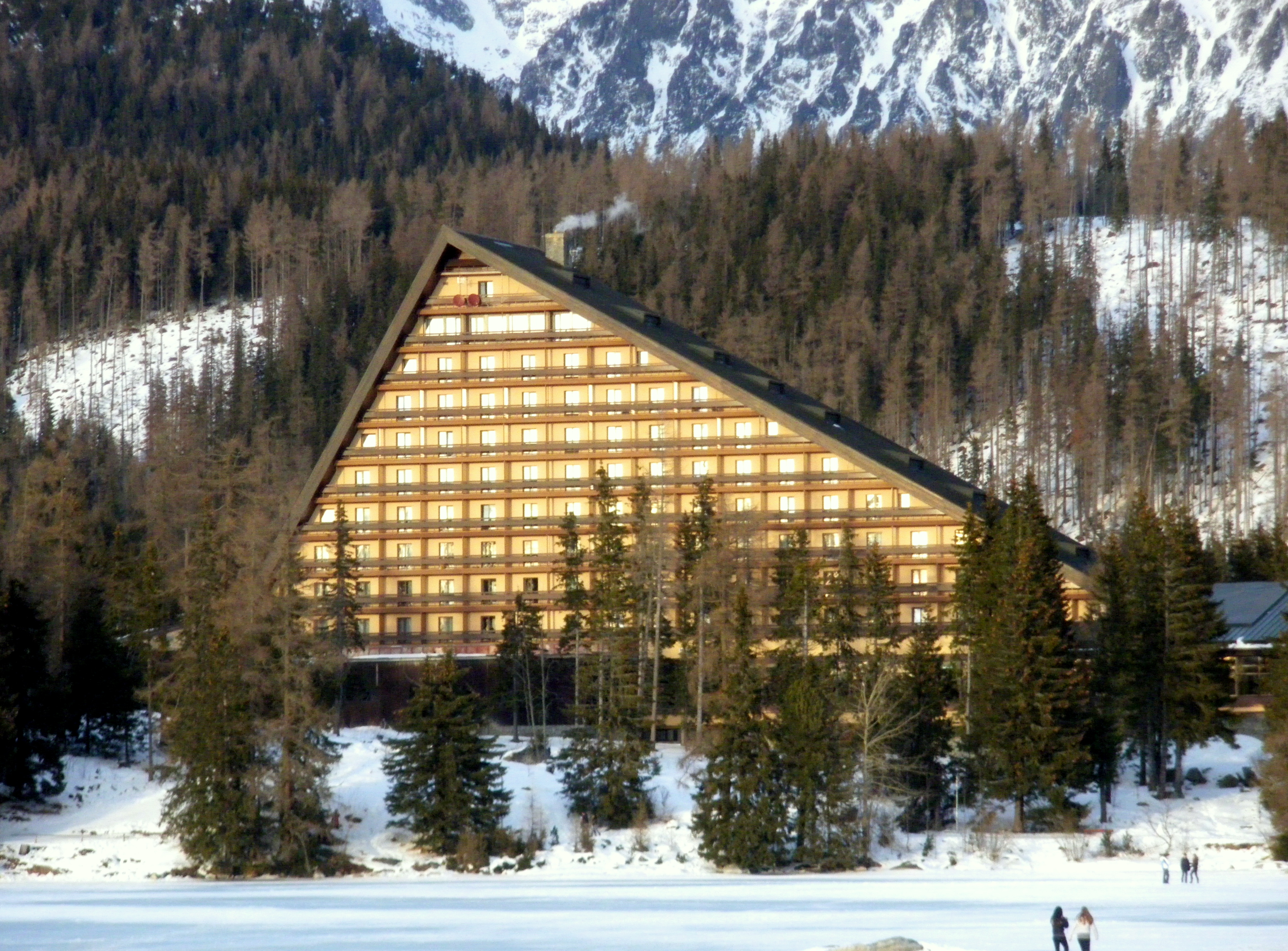
Das Hotel Patria

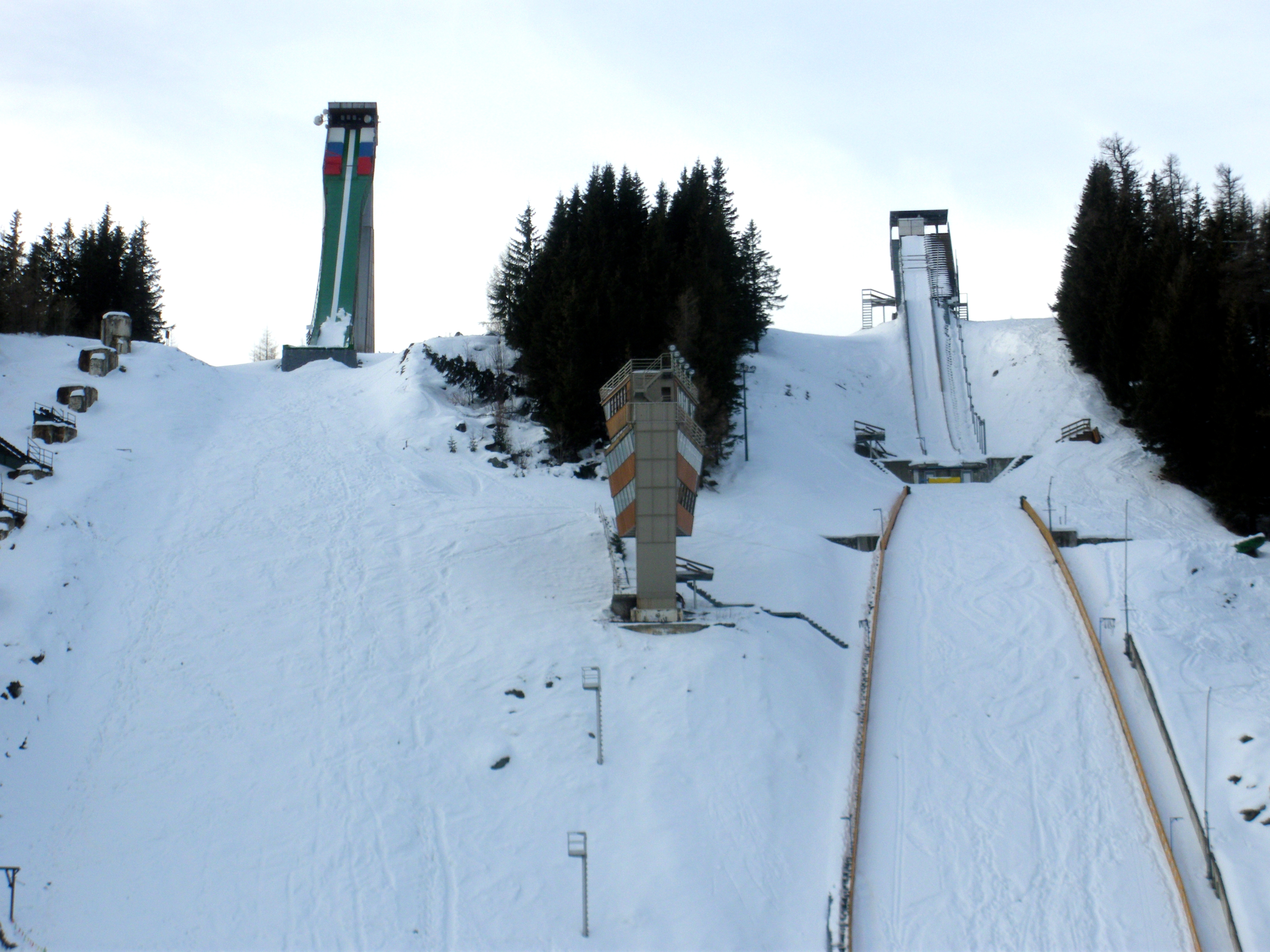
Skisprungschanzen MS 1970

Wappen von Štrbské Pleso

Štrbské Pleso (Ausspracheⓘ, deutsch Tschirmer See, ungarisch Csorbató) ist ein Wintersport- und Kurort in der Hohen Tatra in der Slowakei und liegt auf einer Höhe von 1355 m n.m. ist einer der höchstgelegenen Kurorte in Mitteleuropa. Behandelt werden vor allem Atemwegserkrankungen. Zusammen mit Starý Smokovec und Tatranská Lomnica ist Štrbské Pleso eines der bedeutendsten touristischen Zentren der slowakischen Hohen Tatra. Die Ansiedlung gehörte von 1999 bis zum Jahr 2007 zur Stadt Vysoké Tatry als deren Stadtteil und seit dem 3. Mai 2007 auf Grund einer Gerichtsentscheidung zur Gemeinde Štrba im Okres Poprad (Prešovský kraj). Große Teile des Katastralgebiets außer der Ansiedlung sind aber nach wie vor Teil der Stadt Vysoké Tatry und dort als Stadtteil ausgewiesen. Štrbské Pleso befindet sich direkt am gleichnamigen Bergsee Štrbské pleso. Historisch liegt Štrbské Pleso westlich der Grenze der Landschaften Liptau (slowakisch Liptov) und Zips (slowakisch Spiš) und ist neben Podbanské einer der zwei slowakischen Tatraorte in der Liptau.

## Geschichte
Bis zur zweiten Hälfte des 13. Jahrhunderts war die stark bewaldete Landschaft Besitz der ungarischen Krone. 1267 erhielt der Graf böhmischen Ursprungs Bogomel die Gegend durch einen Schenkungsakt von Béla IV. Hier wanderten im Mittelalter vor allem Hirten und Jäger. Der Benediktinerorden betrieb im 16. Jahrhundert am Osthang des Bergs Patria ein Kupferbergwerk. Erste Anzeichen des Tourismus kamen im 17. Jahrhundert, als der Kesmarker Geograph David Fröhlich 1644 einen Bericht über die Gegend verfasste.
Nach der Fertigstellung der Kaschau-Oderberger Bahn im Jahr 1871 stand der See nur sechs Kilometer vom Bahnhof Štrba entfernt. 1872 entstand die erste Jagdhütte des Grundbesitzers Jozef Szentiványi (nach dem Ort Liptovský Ján benannt) am südlichen Ufer vom Tschirmer See. Ab 1875 wurden am Ufer des Sees die ersten Touristenherbergen und Hotels erbaut, beginnend mit dem Josef-Schutzhaus des Ungarischen Karpathenvereins, ein Jahr später entstand ein Fahrweg vom Tal aus, der 1921 zur Straße ausgebaut wurde.
1885 wurde eine Verbindung bis Starý Smokovec ausgebaut und der Ort Štrbské Pleso mit dem Prädikat Heilbad ausgezeichnet.
Mit der 4,75 Kilometer langen Zahnradbahn von Štrba erhielt der Ort 1896 einen Bahnanschluss, ab 1912 endete zudem die Strecke der Elektrischen Tatrabahn von Poprad im Ort. Bis zum Ende des 19. Jahrhunderts baute Jozef Szentiványi 15 weitere Herbergen mit insgesamt 140 Betten, auch andere Personen errichteten Villen. Um einer Übernahme durch den „ausländischen“ Fürsten Christian Kraft zu Hohenlohe-Öhringen vorzubeugen, griff der ungarische Staat ein und erwarb die Ländereien Szentiványis.
Der Staat plante einen großzügigen Ausbau und verpachtete den Kurort an die internationale Gesellschaft Wagons-Lits, die 1906 den ersten Teil des Grandhotels (später Kriváň und heute Teil des Grand Hotel Kempinski High Tatras), nach Plänen des Architekten Karl Móry errichtete. Inzwischen ließ Móry auf einem alten verlandeten See durch Aufstauung des Baches Mlynica den kleinen See Nové Štrbské pleso (deutsch Neutschirmer See) entstehen und errichtete 1905 dort das Hotel Móry für die bürgerliche Klientel. Doch auch wegen der Politik des zuständigen Ministeriums und angesichts großer Verluste schied die Gesellschaft Wagons-Lits bereits 1908 vom Pachtvertrag aus. Danach pachtete Jozef Klimo (bzw. dessen Frau nach seinem Tod) den Kurort, bevor der ungarische Staat 1916 wieder die Kontrolle übernommen hatte. 1912 hatte die schmalspurige Elektrische Tatrabahn von Poprad über Starý Smokovec ihren Betrieb aufgenommen.
1916 begann der Bau eines weiteren Hotelobjekts (das spätere Hviezdoslav), das aber erst 1923 in der Tschechoslowakei fertiggestellt wurde. In Štrbske Pleso fand (zusammen mit Starý Smokovec) die kurzerhand von Prag verlegte Eishockey-Europameisterschaft 1925 statt, 1935 wurden hier die Nordischen Skiweltmeisterschaften 1935 ausgetragen. In den 1930er Jahren wurden zwei weitere Hotels sowie die römisch-katholische Erhöhungskirche (1937) gebaut. 1942 entstand hier der erste Schlepplift der Slowakei vom nördlichen Seeufer zur Soliskohütte.
Nach dem Zweiten Weltkrieg wurden einige der Hotels in Heilsanatorien für Asthma-Kranke umgebaut, die jedoch später durch touristische Einrichtungen ersetzt wurden. 1976 entstand das moderne Kurhaus Helios. Es ist allerdings seit dem November 2005 geschlossen und heute in desolatem Zustand.
Anlässlich der Nordischen Skiweltmeisterschaften 1970 wurde der Ort umfassend ausgebaut. Es entstanden neue Hotels (Panoráma, Patria, FIS und Baník), eine neue Seilbahn, zwei Sprungschanzen sowie das Skistadion für die nordischen Disziplinen mit dem Namen Areál snov (deutsch Areal der Träume). In den Folgejahren wurde die Region mit zahlreichen Liften als Skisportzentrum weiter ausgebaut. Auf der noch erhaltenen Trasse der 1936 abgetragenen Zahnradbahn wurde eine neue, elektrisch betriebene Zahnradbahn Štrba–Štrbské Pleso gebaut.
Der See wurde als eines der vier Naturwunder in der Slowakei nominiert.

## Fremdenverkehr
Štrbské Pleso ist ein bedeutendes Wintersportgebiet, die Skipisten mit mehreren Liften erstrecken sich vom ehemaligen Areal der Nordischen Skiweltmeisterschaften 1970 bis zur Berghütte Chata pod Soliskom (1840 m n.m.) am Südhang des 2117 m n.m. hohen Bergs Predné Solisko. Der Ort ist Ausgangspunkt für Bergwanderungen Richtung Täler Furkotská dolina, Mlynická dolina und Mengusovská dolina, Bergseen wie Popradské pleso oder Veľké Hincovo pleso und umliegende Berge, des Weiteren verläuft der Wanderweg Tatranská magistrála durch Štrbské Pleso. Auch Wanderungen zum westlich gelegenen Berg Kriváň (2494 m n.m.) sind möglich.

## Sport
Nach den Weltmeisterschaften 1970 war Štrbské Pleso 1990, 2000 und 2009 Austragungsort der Nordischen Junioren-Skiweltmeisterschaften sowie 1999 und 2015 der Winter-Universiade.

## Verkehr
In Štrbské Pleso steht der Bahnhof Štrbské Pleso der Elektrischen Tatrabahn sowie der anschließenden Zahnradbahn Štrba–Štrbské Pleso sowie Bushaltestellen Štrba, Štrbské Pleso, centrálne parkovisko, Štrba, Štrbské Pleso, ÚNZ und Štrba, Štrbské Pleso, FIS. Am Ort vorbei verläuft die Cesta II. triedy 537 („Straße 2. Ordnung“), die hier als Teil des Straßenzugs Cesta Slobody (deutsch Freiheitsstraße) gilt. Von ihr zweigt die Cesta II. triedy 538 nach Tatranská Štrba und weiter Štrba ab. Zur Anschlussstelle Štrba an der Autobahn D1 sind es 12 Kilometer, der Flughafen Poprad-Tatry ist 23 Kilometer entfernt.